# Leduåhalsen
Leduåhalsen är en bebyggelse sydväst om Nordmaling vid norra stranden av Nordmalingsfjärden i Nordmalings kommun. SCB avgränsar här sedan 2023 en småort.